# Thyenillus fernandensis
Thyenillus fernandensis là một loài nhện trong họ Salticidae.
Loài này thuộc chi Thyenillus. Thyenillus fernandensis được Eugène Simon miêu tả năm 1910.